# يوي
يوي اسمها الحقيقي كيم يو جين (هانغل: 김유진) (من مواليد 9 أبريل 1988 في ديغو، كوريا الجنوبية) هي مغنية وعارضة أزياء وممثلة كورية جنوبية، وعضوة في فرقة افتر سكول وكان أول ظهور لها مع الفرقة في عام 2009.

## السيرة الذاتية
يوي سباحة سابقة، ووالدها كيم سونغ كاب هو مدرب كرة قاعدة.

## فيلموغرافيا

### مسلسلات تلفزيونية
| عام  | عنوان                     | الدور                         | ملاحظة                   |
| ---- | ------------------------- | ----------------------------- | ------------------------ |
| 2009 | الملكة سيونديوك           | مي-شيل الصغيرة                |                          |
| 2009 | أنت جميلة                 | يو هي-اي                      |                          |
| 2010 | حبيبتي ثعلب ذات تسع ذيول  | متخصصة فنية في الكلية         | دور الكاميو (الحلقة 5)   |
| 2011 | الكل حبي                  | كيم يو-جين                    | الكاميو (الحلقة 182&210) |
| 2011 | بريدي الاصدقاء            | سونغ مي سو                    |                          |
| 2011 | عائلة أوجاكيو             | بايك جي ايون                  |                          |
| 2012 | جيون وو تشي               | الاميرة هونغ مو-يون           |                          |
| 2013 | قوس قزح الذهبي            | كيم بايك وون                  |                          |
| 2015 | دعنا للحب                 | دو هي                         |                          |
| 2015 | المجتمع الراقي            | جانغ يون ها                   |                          |
| 2015 | لقد كانت جميلة            | ضيف في الذكرى السنوية العشرين | كاميو (الحلقة 9)         |
| 2016 | عقد زواج                  | كانغ هاي-سو                   |                          |
| 2016 | ضوء الليل                 | لي سي جين                     |                          |
| 2017 | فتحة                      |                               |                          |
| 2018 | زوجي المتعاقد ، السيد أوه | جو                            |                          |
| 2018 | حبي الوحيد                | كيم دو-ران                    |                          |
| 2020 | SF8                       | هان جي وون                    | الحلقة: "حب افتراضي"     |
| 2022 | الطبيب الشبح              | جانغ سي-جين                   | [ 8 ]                    |
| 2023 | عش حياتك الخاصة           | هيو سيم                       | [ 9 ]                    |

## وصلات خارجية
- يوي على موقع IMDb (الإنجليزية)
- يوي على موقع ميوزك برينز (الإنجليزية)
- يوي على موقع قاعدة بيانات الفيلم (الإنجليزية)
- يوي على موقع كينوبويسك (الروسية)

- الموقع الإلكتروني